# Henry Koehn

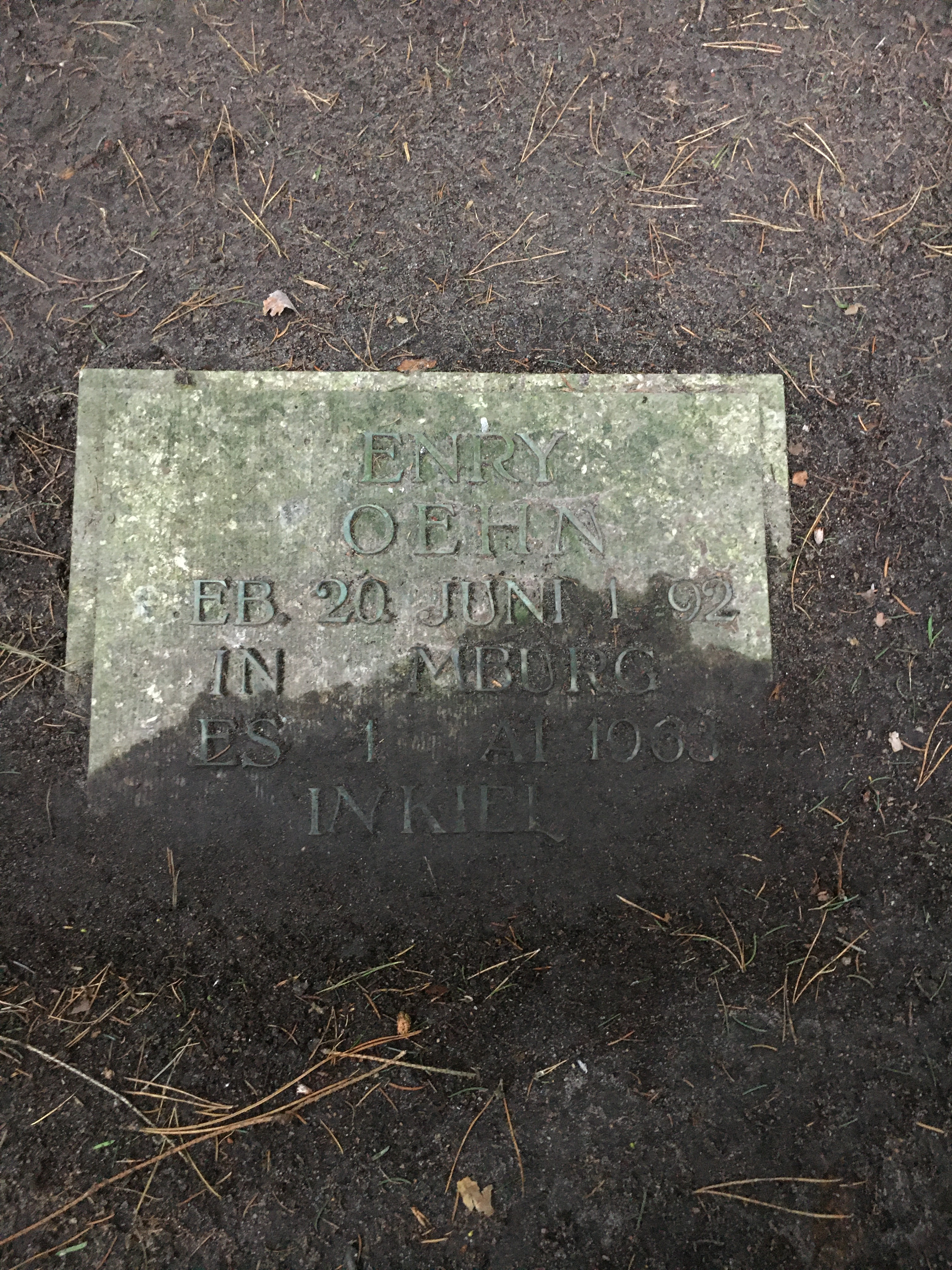
Grabstätte Henry Koehn auf dem Friedhof Ohlsdorf

Henry Gustav Emil Koehn (* 20. Juni 1892 in Hamburg; † 1. Mai 1963 in Kiel) war ein deutscher Kulturforscher.

## Leben und Wirken
Henry Koehn war ein Sohn des Sozialarbeiters Johann Ernst Ludwig Emil Koehn und dessen Ehefrau Elisabeth Anne Ellen, geborene Smidt (* 23. November 1861 in London; † 21. August 1913 in Hamburg). Er besuchte eine vorbereitende Schule in Hamburg und eine Realschule in Bad Godesberg, die er mit der Sekunda-Reifeprüfung verließ. Von 1909 bis 1912 absolvierte er eine praktische landwirtschaftliche Ausbildung in Holstein, Mecklenburg und England. Bis 1912 belegte er ein landwirtschaftliches Studium an der TH München.
Während des Ersten Weltkriegs leistete Koehn Kriegsdienst und kämpfte bei den Feldzügen in Frankreich, Russland und Rumänien. Bei Kriegsende hatte er den Rang eines Leutnants erreicht. Von Ende 1919 bis Anfang 1922 lebte er auf Insel Java. Hier beschäftigte er sich mit der Latexproduktion des Kautschukbaums. Von 1923 bis 1927 arbeitete er für das „Forschungsinstitut für Kulturmorphologie“ unter der Leitung von Leo Frobenius sowie für das „Afrika-Archiv“ mit Sitzen in München und Frankfurt am Main.
Ab 1927 forschte Koehn selbst zu kulturkundlichen Themen. Er reiste hierfür oft nach Italien, Österreich, Ungarn und in skandinavische Länder. Ab 1928 galt sein Interesse zumeist Nordfriesland. Sein Hauptwerk „Die Nordfriesischen Inseln“ aus dem Jahr 1939 entwickelte sich zu einem Standardwerk zur Geschichte von Land und Kultur der Region.
1940 heiratete Koehn Eva Maria Oschatz (* 11. Juni 1906 in Auerbach). Im selben Jahr trat er eine Stelle beim Kunstschutz des Militärbefehlshabers in Belgien an, wo er bis 1944 blieb. Nach Kriegsende zog er nach Kampen auf Sylt. Er arbeitete von dort freiwillig für das Landesamt für Vor- und Frühgeschichte und behandelte dabei die kulturgeschichtlichen Denkmäler Sylts. Außerdem befasste er sich mit der Restaurierung vorgeschichtlicher Grabhügel.
Koehn stand fortwährend in Kontakt mit Wissenschaftlern, die sich mit der Region Nordfriesland beschäftigten. Er verarbeitete deren neue Forschungserkenntnisse in seinen eigenen Publikationen. Vom 1. April 1950 bis Lebensende engagierte er sich als ehrenamtlicher Kreisbeauftragter für den Naturschutz von Sylt. Dabei setzte er sich mit großem Engagement für die Bewahrung der Naturschutzgebiete, insbesondere im Norden Sylts, ein.
Koehn arbeitete bei seinen selbst gewählten Aufgaben geradlinig, uneigennützig und zäh. Diese Arbeitsweise hatte er während der 1920er Jahre bei Leo Frobenius und Oswald Spengler gelernt. Hielt er ein Ziel für richtig, verfolgte er es, auch, wenn unklar war, ob er es erreichen konnte. Tatsächlich messbare Ergebnisse, die Eigenheiten der Insel zu bewahren, gelangen ihm rückblickend selten.
Am 27. Februar 1962 bekam Koehn das Bundesverdienstkreuz verliehen. Beigesetzt wurde er in der heute verwaisten Familiengrabstätte auf dem Hamburger Friedhof Ohlsdorf im Planquadrat S 24.

## Veröffentlichungen
- Sylt : ein Führer durch die Inselwelt, Berlin/New York : de Gruyter, 5. Auflage, 1971
- Die nordfriesischen Inseln : Die Entwicklung ihrer Landschaft u.d. Geschichte ihres Volkstums, Hamburg : Cram, de Gruyter & Co., 5. Auflage 1961
- Sylt : Eine Wanderung durch die Natur- und Kulturwelt der Insel, Hamburg : Cram, de Gruyter & Co., 1951
- Karte der nordfriesischen Inseln, Hamburg : Friederichsen, de Gruyter & Co., 1950